# Zakrzewo (powiat rawicki)
Zakrzewo – wieś w Polsce położona w województwie wielkopolskim, w powiecie rawickim, w gminie Miejska Górka.
W okresie Wielkiego Księstwa Poznańskiego (1815-1848) miejscowość należała do wsi większych w ówczesnym pruskim powiecie Kröben (krobskim) w rejencji poznańskiej. Zakrzewo należało do okręgu bojanowskiego tego powiatu i stanowiło odrębny majątek, którego właścicielem był wówczas Józef Mycielski. Według spisu urzędowego z 1837 roku wieś liczyła 382 mieszkańców, którzy zamieszkiwali 35 dymów (domostw). W skład majątku Zakrzewo wchodziła wówczas także karczma Pleny (6 osób w jednym domu) oraz wieś Żołędnica (16 domów, 180 osób).
W latach 1975–1998 miejscowość należała administracyjnie do województwa leszczyńskiego.
We wsi stoi zabytkowy, drewniany kościół św. Klemensa.